# 腺毛酸藤子
腺毛酸藤子（学名：Embelia laeta var. papilligera）为紫金牛科酸藤子属下的一个变种。

## 扩展阅读
- 維基物種上的相關：腺毛酸藤子